# Filippo Ascierto
Filippo Ascierto (Sant'Agata de' Goti, 13 novembre 1957) è un politico italiano.

## Biografia
Fratello del medico Paolo Antonio Ascierto; è nato a Sant'Agata de' Goti (Benevento), ma vive a Padova. Dopo aver conseguito il diploma di ragioniere si è laureato in Scienze Politiche; è stato maresciallo dei Carabinieri.

### Attività politica
È stato delegato del Consiglio Centrale di Rappresentanza Militare dei Carabinieri fino al 1997, quando è stato eletto alla Camera dei deputati nel collegio proporzionale, in Veneto I, in rappresentanza della coalizione di Alleanza Nazionale dopo la morte del deputato Nicola Pasetto.
A tale carica è stato riconfermato sia nel 2001, nel collegio uninominale maggioritario di Piove di Sacco per il centrodestra, che nel 2006 con il nuovo sistema elettorale.
È componente della IV Commissione - Difesa - della Camera dei deputati. Ricopre l'incarico di Responsabile Nazionale del Dipartimento Sicurezza di Alleanza Nazionale.
Da sempre interessato a temi legati alla sicurezza, è tra i fondatori dell'Associazione "Andromeda Osservatorio nazionale per la sicurezza", un'associazione senza fini di lucro nata per servizi di volontariato.
Ex presidente della Conipi, la Confederazione Nazionale degli Investigatori Privati Italiani.
Nel luglio 2001 Ascierto promosse la discussa formazione di un gruppo di parlamentari di Alleanza Nazionale e di altri partiti di centrodestra che, durante il vertice dei G8 a Genova, si disponesse nelle piazze a fianco di polizia e carabinieri e contro i contestatori. Per la sua irritualità e per il timore di una diretta influenza politica di parte, tale iniziativa fu all'origine di polemiche già diverse settimane prima dello svolgimento del vertice e delle gravi violenze che ne seguirono.. In effetti, il gruppetto di parlamentari recatosi a Genova non affiancò le forze dell'ordine in piazza, ma occupò le sale operative di polizia e carabinieri, determinando vivaci polemiche sulla possibile influenza politica esercitabile sull'operato tecnico delle forze dell'ordine in un momento così delicato, polemiche rese ancora più roventi dalle dichiarazioni di Ascierto ad organi di stampa.
(Filippo Ascierto alla stampa, riferendosi ai contestatori, estate 2001)
(Filippo Ascierto, commentando al canale satellitare "In" (gruppo Sitcom), l'uccisione di Carlo Giuliani da parte delle forze dell'ordine a Genova, estate 2001)
Malgrado tali dichiarazioni e le polemiche che ne seguirono, Ascierto entrò a far parte della Commissione d'indagine parlamentare che, sul finire dell'estate 2001, avrebbe dovuto indagare sulle violenze occorse a Genova in occasione del G8.
Nel 2006, è rimasto vittima di un'aggressione da parte di un gruppo di no-global insieme ad Enzo Vanzan, (il padre di Matteo Vanzan, il militare caduto a Nassiriya nel 2004).
Il 4 marzo è stato eletto presidente provinciale di Alleanza Nazionale a Padova. Il 4 aprile è stato nominato coordinatore cittadino del Popolo della Libertà a Padova, carica che ha mantenuto fino all'11 febbraio 2012. Il 16 novembre 2013, allo scioglimento del Popolo della Libertà, aderisce a Forza Italia, partito in cui rimane sino al 16 novembre 2017, quando aderisce a Fratelli d'Italia.

### Procedimenti giudiziari
Nel 2015 Ascierto fu indagato per millantato credito. Il 10 gennaio 2020 la Corte d'Appello di Venezia lo ha assolto dall'accusa di malversazione e dichiarato prescritto per quella di truffa aggravata.